# Shin Young-Suk
Shin Young-Suk, južnokorejski rokometaš, * 17. december 1964.
Leta 1988 je na poletnih olimpijskih igrah v Seulu v sestavi južnokorejske rokometne reprezentance osvojil srebrno olimpijsko medaljo.